# Tobi (músico)
Tobías Dolezor (Dina Huapi, provincia de Río Negro; 28 de julio de 2000) conocido artísticamente como Tobi o Tobi Dolezor, es un rapero, cantante y compositor argentino.

## Biografía
Nacido en Dina Huapi, el 28 de julio del 2000, se interesó por la música desde temprana edad dónde comenzó tocando la batería, guitarra e incluso tomó clases de canto.En 2013 se incursionó en el mundo del freestyle rap que en ese entonces estaba tomando impulso a la popularidad en los jóvenes, y unos años más tarde se adentró en el mundo de la música.

“En una de las batallas gané una competencia cuyo premio era una grabación en estudios. Ahí me di cuenta de que el freestyle me generaba adrenalina y creatividad, pero me sentía más a gusto en un estudio haciendo mi música”
Tobi para el Diario Río Negro

## Carrera musical
Comenzó su carrera musical a mediados del año 2017, lanzando su primer sencillo titulado «Pacquiao», producido por La Loquera,rápidamente subió algunos sencillos y tras conseguir visualizaciones el equipo de Panter Music se comunicó con él y posteriormente lo fichó como artista.Su reconocimiento llegaría unos meses después al lanzar «Alcohol», de la mano de este sencillo, que rápidamente pasó el millón de reproducciones en YouTube.Ese año una de sus primeras  fue «Cuanto vale» junto a Luck Ra.
El 19 de agosto de 2019, bajo la discográfica Panter, lanzó su primer extended play titulado 00', que contó con cinco sencillos exitosos como «Forrest» y «Blessed», sin embargo, poco tiempo después, tuvo problemas con el sello discográfico que lo llevaron a tener un gran periodo de inactividad.Volvió en 2020, con la publicación de su segundo EP, Nube, que contó con cuatro sencillos.En ese año también colaboró del sencillo Cerca de tí junto a Tiago PZK, Rusherking, Lit Killah, Bhavi y Seven Kayne.
El 7 de septiembre de 2021, estreno su primer álbum de estudio titulado Atrapado en las colinas, que contó con 21 sencillos y colaboraciones con artistas como Tiago PZK, Luck Ra, entre otros.Los videoclips fueron filmados en San Carlos de Bariloche y los sencillos fueron producidos por Weakness.La canción promocional del álbum fue «Solo en la capital».
El 25 de noviembre de 2022, estreno la secuela de Nube, titulada Nube 2.0, todos los videoclips de los sencillos fueron filmado en una azotea en Buenos Aires. El proyecto contó ocho sencillos y una única colaboración junto a Seven Kayne en el sencillo «Eternidad»En ese mismo año tocó junto a Duki su sencillo «Valentino» de Desde el fin del mundo, en el Estadio de Vélez Sarsfield.
En octubre del año 2023 fue en el evento Argentina Game Show, dónde se presentó ante más de 4 mil personas. Su último show en ese año fue en Uniclub. En marzo de 2024, participó del mixtape Trapicheo 2: El Don de Khea en el sencillo «F.L.I.A».
El 9 de abril de 2024 lanzó Metamorfosis, su segundo álbum de estudio, dónde habla del proceso, introspección y la transformación de su vida que va de la mano con su carrera artística. La presentación de su proyecto se hizo en Uniclub en condición de sold-out. El álbum contó con 13 sencillos y su canción promocional fue «Poppin», en el videoclip muestra una vibra de transformación, cambios, y habla de las etapas que pasó desde que comenzó su reconocimiento. En junio se anunció su participación en el Fiesta Nacional de la Nieve de Bariloche.

## Discografía
| Álbumes de estudio - 2021: Atrapado en las colinas - 2024: Metamorfosis - 2025: Cero grados | Extended plays - 2019: 00' - 2020: Nube - 2022: Nube 2.0 |

Sencillos
| Año  | Canción                               | Álbum                   |
| ---- | ------------------------------------- | ----------------------- |
| 2017 | «Time»                                |                         |
| 2018 | «Alcohol»                             |                         |
| 2018 | «R.I.P»                               |                         |
| 2019 | «Slow» (con KYOTTO)                   |                         |
| 2019 | «Caos»                                |                         |
| 2019 | «True» (con Rusherking y más)         |                         |
| 2019 | «Otra vaina» (con Myke Southside)     |                         |
| 2019 | «Forrest»                             | 00'                     |
| 2019 | «Vacuna»                              | 00'                     |
| 2019 | «Vida»                                | 00'                     |
| 2019 | «17»                                  | 00'                     |
| 2019 | «Blessed»                             | 00'                     |
| 2019 | «Pacquiao»                            | 00'                     |
| 2019 | «TNT» (con GoldTade)                  |                         |
| 2019 | «Químico»                             |                         |
| 2019 | «Otro blunt» (con Mike Malva)         |                         |
| 2019 | «Super human»                         |                         |
| 2019 | «Niveles»                             |                         |
| 2020 | «Shine» (con Kugar)                   |                         |
| 2020 | «Cielo gris»                          | Nube                    |
| 2020 | «Hielo»                               | Nube                    |
| 2020 | «Lejos»                               | Nube                    |
| 2020 | «Nube»                                | Nube                    |
| 2020 | «Los Fajos» (con Midel y Asan)        |                         |
| 2020 | «Pegao»                               |                         |
| 2020 | «00 Hills»                            |                         |
| 2020 | «Chain on mai nek»                    |                         |
| 2021 | «Brillo» (con Polimá Westcoast)       |                         |
| 2021 | «Amor de Pasti»                       | Atrapado en las colinas |
| 2021 | «Fotosíntesis»                        | Atrapado en las colinas |
| 2021 | «Bajo mi piel»                        | Atrapado en las colinas |
| 2021 | «Bajo una sprite»                     | Atrapado en las colinas |
| 2021 | «Diamantes»                           | Atrapado en las colinas |
| 2021 | «Fuera de Casa» (con Luck Ra)         | Atrapado en las colinas |
| 2021 | «Agua en mi pieza»                    | Atrapado en las colinas |
| 2021 | «Problemas»                           | Atrapado en las colinas |
| 2021 | «Wasted»                              | Atrapado en las colinas |
| 2021 | «Playboi»                             | Atrapado en las colinas |
| 2021 | «Mil pisos»                           | Atrapado en las colinas |
| 2021 | «Kristal»                             | Atrapado en las colinas |
| 2021 | «Solo en la capital» (con Tiago PZK)  | Atrapado en las colinas |
| 2021 | «Cuesta arriba»                       | Atrapado en las colinas |
| 2021 | «Volver a nacer»                      | Atrapado en las colinas |
| 2021 | «Noches infinitas»                    | Atrapado en las colinas |
| 2021 | «Nueva era»                           | Atrapado en las colinas |
| 2022 | «Demasiado acá»                       |                         |
| 2022 | «Videogame»                           |                         |
| 2022 | «T.O.P»                               |                         |
| 2022 | «Aire» (con Midel y Santos Cuneo)     |                         |
| 2022 | «Presión de encerrarme»               | Nube 2.0                |
| 2022 | «Eternidad» (con Seven Kayne)         | Nube 2.0                |
| 2022 | «No no no»                            | Nube 2.0                |
| 2022 | «Las horas pasan»                     | Nube 2.0                |
| 2022 | «Trap store»                          | Nube 2.0                |
| 2022 | «Noches de febrero»                   | Nube 2.0                |
| 2022 | «22 Inviernos»                        | Nube 2.0                |
| 2023 | «City lights»                         |                         |
| 2023 | «Qué nos pasó?»                       |                         |
| 2023 | «Un rato más»                         |                         |
| 2023 | «Ambición» (con Knak)                 |                         |
| 2023 | «Humo blanco» (con Lautaro López)     |                         |
| 2023 | «Trepa encima»                        |                         |
| 2023 | «Vida de artista»                     |                         |
| 2024 | «Metamorfosis»                        | Metamorfosis            |
| 2024 | «Poppin»                              | Metamorfosis            |
| 2024 | «Antimateria»                         | Metamorfosis            |
| 2024 | «Piso 14»                             | Metamorfosis            |
| 2024 | «Volando con vos»                     | Metamorfosis            |
| 2024 | «Chyeah»                              | Metamorfosis            |
| 2024 | «Amor y odio»                         | Metamorfosis            |
| 2024 | «Trofeo» (con Midel)                  | Metamorfosis            |
| 2024 | «Sangre Dolezor» (con Deo 9:11)       | Metamorfosis            |
| 2024 | «Vivir es un arte»                    | Metamorfosis            |
| 2024 | «Camuflajes del temor»                | Metamorfosis            |
| 2024 | «El porque de Luci»                   | Metamorfosis            |
| 2024 | «Para qué» (con Sixto Yegros)         |                         |
| 2024 | «El tiempo se para» (con Seven Kayne) |                         |